# SZD-42 Jantar 2
SZD-42 Jantar 2 – polski, jednomiejscowy, szybowiec wysokowyczynowy, zaprojektowany w Przedsiębiorstwie Doświadczalno-Produkcyjnym Szybownictwa PZL Bielsko (PDPSz PZL-Bielsko) w Bielsku-Białej. 

## Historia
W 1975 r. zespół konstrukcyjny pod kierunkiem Adama Kurbiela przystąpił do konstruowania szybowca przewidzianego do startu na Mistrzostwach Świata w 1976 r. w Räyskälä. 
Nowy projekt opracowano bazując na rozwiązaniach konstrukcyjnych zastosowanych w szybowcu SZD-38 Jantar 1. Zmianom poddano skrzydło poprzez zwiększenie jego rozpiętości i zmiany w konstrukcji. Zwiększono wytrzymałość skrzydła poprzez wzmocnienie konstrukcji dźwigara i kesonu skrzydła. Pozwoliło to na zwiększenie sztywności giętno-skrętnej skrzydła o 50% w porównaniu do Jantara 1. Nowością było zastosowanie w okuciach głównych specjalnego stopu stali o wytrzymałości 190 kg/mm2. Dzięki temu okucia charakteryzowały się wysokim współczynnikiem obciążenia niszczącego: +7,95 g i -3,98 g. Zbiorniki balastowe zostały powiększone do pojemności 170 litrów. W celu ułatwienia startu z balastem przekonstruowano usterzenie i zmieniono układ usterzenia z układu T na klasyczny krzyżowy.
Prototyp szybowca został oblatany w 2 lutego 1976 r. Dwa pierwsze egzemplarze zostały udostępnione Julianowi Ziobro i Henrykowi Muszczyńskiemu w celu odbycia treningów przed startem w mistrzostwach świata w szybownictwie w Räyskälä. Polacy zajęli tam 2 i 3 miejsce w klasie otwartej. 
Do produkcji skierowano wersję oznaczoną SZD-42-1 Jantar 2A różniąca się od prototypu odejmowanymi końcówkami skrzydeł. Zbudowano 19 egzemplarzy tej wersji. 
Następną wersją produkowaną seryjnie od 1978 r. był SZD-42-2 Jantar 2B. W tych szybowcach przekonstruowano kadłub co wynikało z przesunięcia skrzydła o 15 cm do góry i 4 cm do tyłu. Nowy kadłub miał ostrzejszy obrys nosa oraz zmienione podwozie, w którym zastosowano koło o wymiarach 400x140 mm. Pierwszy egzemplarz tej wersji został oblatany w dn. 13.03.1978 r. Łącznie zbudowano 123 egzemplarze tej wersji.
Jeden z egzemplarzy Jantara 2B (o numerze fabrycznym B-872) został użyty do oceny osiągów szybowców klasy 15 m z profilami klapowymi. 
Na bazie Jantara 2B inż. Kurbiel opracował również projekt szybowca SZD-53 o rozpiętości 26 m.
Jantar 2 posłużył również do prób dwupłytowych hamulców aerodynamicznych usytuowanych wyłącznie na górnej powierzchni skrzydła. Wyniki tych prób wykorzystano podczas konstruowania szybowców SZD-48M Brawo, SZD-51 Junior i SZD-55 Promyk.

## Konstrukcja
Jednomiejscowy średniopłat o konstrukcji laminatowej.
Skrzydło skorupowe, jednodźwigarowe o obrysie trapezowym z dwuobwodowym kesonem z integralnymi zbiornikami balastowymi. Lotka konstrukcji przekładkowej, wychylana również jako klapa. Hamulce aerodynamiczne metalowe jednopłytowe na górnej i dolnej powierzchni skrzydła.
Kadłub skorupowy, laminatowy z umieszczoną w centralnej części kratownicą będącą węzłem mocującym podwozie główne i łączącym skrzydła z kadłubem. Wyposażony w zaczep do lotów na holu. Kabina zakryta z dwuczęściową limuzyną, podnoszoną do góry. Tablica przyrządów wyposażona w prędkościomierz, wysokościomierz, wariometr, zakrętomierz, busolę. Istnieje możliwość zabudowy sztucznego horyzontu, radiostacji i instalacji tlenowej. 
Usterzenie w układzie klasycznym. Ster kierunku konstrukcji przekładkowej. Usterzenie wysokości w układzie dolnokrzyżowym, konstrukcji przekładkowej.
Podwozie jednotorowe, chowane w locie, tylne w postaci stałej płozy ogonowej lub kółka.